# Anton Wachsmann
Anton Wachsmann (* um 1765 in Schlesien; † um 1836 in Berlin) war ein preußischer Zeichner und Kupferstecher.

## Leben
Wachsmann studierte an der Berliner Akademie und war später Zeichenlehrer der Kinder Friedrich Wilhelms III. Er schuf unter anderem die Illustrationen zu Friedrich Gillys Sammlung von Aufsätzen und Nachrichten, die Baukunst betreffend, deren zwei Bände in den Jahren 1799 und 1800 herauskamen, und die Geschichte des Königlichen Potsdamschen Militärwaisenhauses von seiner Entstehung bis auf die jetzige Zeit. Herausgegeben zur hundertjährigen Stiftungsfeier der Anstalt im November 1824, Berlin 1824. Seine Arbeiten finden sich im Kupferstichkabinett Berlin und der Staatsbibliothek zu Berlin. Wachsmann verfasste auch ein kleines Schulbuch, das sich schlicht ABC-Buch nannte. Er fertigte 12 Bildnisse von Angehörigen des Hauses Hohenzollern nach Vorlagen aus den königlichen Schlössern, und vollendete im Februar 1805 ein Familiengemälde sämtlicher königlicher Kinder.

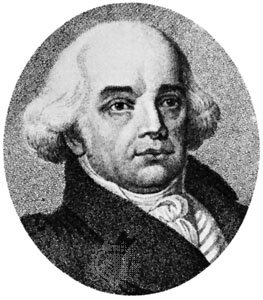
Samuel Hahnemann
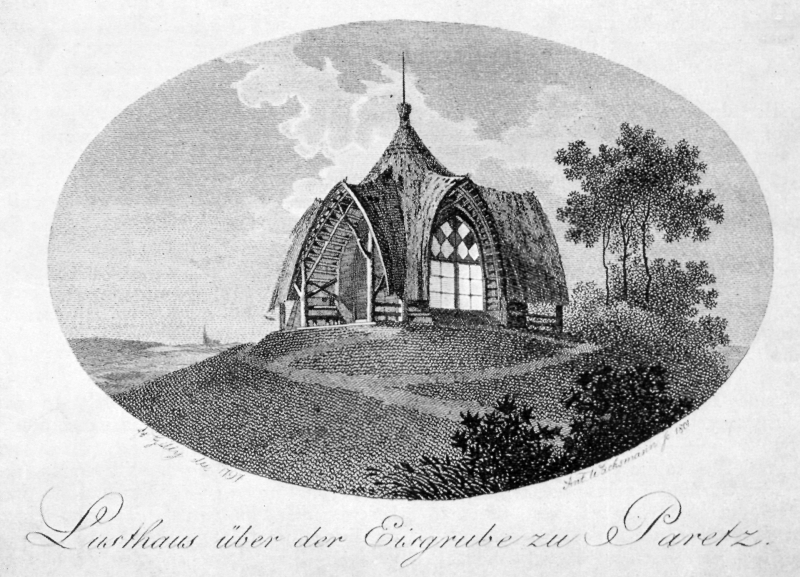
Gillys Lusthaus über der Eisgrube zu Paretz
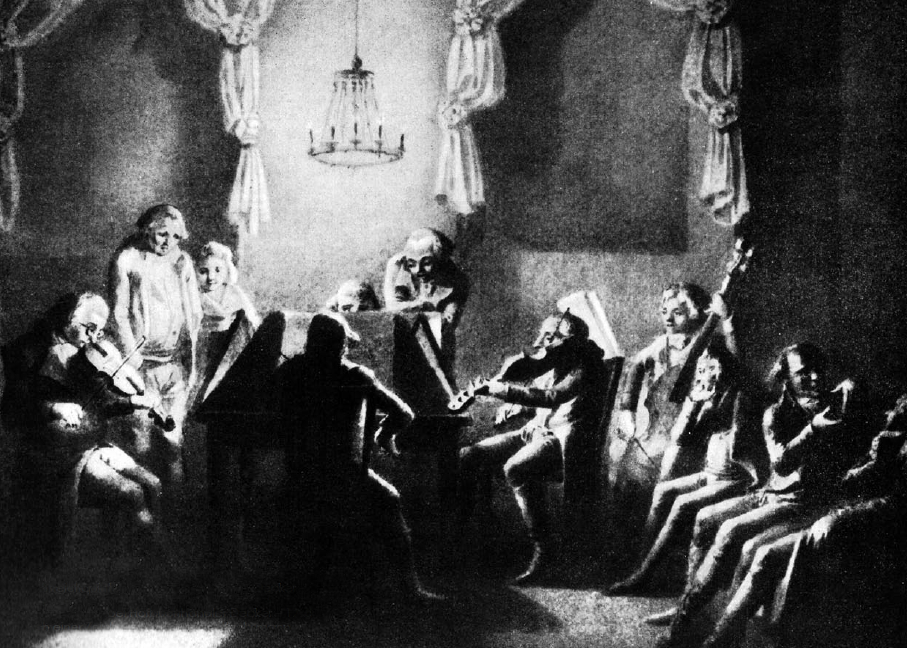
Streichquintett beim Hofbuchhändler Decker
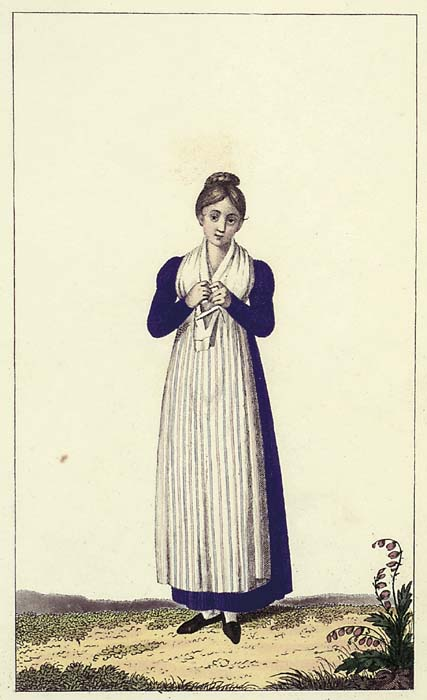
Waisenmädchen in Sonntagskleidung